# نینا لمش
نینا لمش (اوکراینی: Ніна Лемеш؛ زادهٔ ۳۱ مهٔ ۱۹۷۳) ورزشکار دوگانه اهل اوکراین است.وی همچنین از ورزشکاران دوگانه در بازی‌های المپیک زمستانی ۱۹۹۸ تا ۲۰۰۶ بوده است.